# Megatritheca devredii
Megatritheca devredii är en malvaväxtart som först beskrevs av Germain, och fick sitt nu gällande namn av Cristobal. Megatritheca devredii ingår i släktet Megatritheca och familjen malvaväxter. Inga underarter finns listade i Catalogue of Life.